# Algueirão - Mem Martins
Algueirão - Mem Martins is een plaats en freguesia in de Portugese gemeente Sintra in het district Lissabon. In 2004 was het inwonertal 102.413 op een oppervlakte van 16,37 km². Algueirão - Mem Martins bestaat sinds 1962 en heeft sinds 1988 de status van Vila. Het is de enige Vila met meer dan 100.000 inwoners en de grootste freguesia van Portugal. In de plaats is ook een spoorwegstation gelegen van de Linha de Sintra.